# Головко Олена Анатоліївна
Олена Анатоліївна Головко (нар. 4 червня 1975) — українська футболістка, півзахисниця.

## Життєпис
Футбольну кар'єру розпочала 1994 року у клубі «Донецьк», який виступав у Вищій лізі чемпіонату України. У своєму дебютному сезоні у «вишці» зіграла 18 матчів та відзначилася 2-а голами. Наступного року провела 14 матчів у Вищій лізі, після чого залишила команду. Разом з донецьким колективом стала дворазовою чемпіонкою України та володаркою кубку України.
У 2002 році підсилила «Харків-Кондиціонер». У футболці харківського клубу виступала протяго 7 сезонів. Ставала чотири рази чемпіонкою України та 5-разовою володаркою кубку України.

## Досягнення
«Дончанка»
- Вища ліга чемпіонату України
  -  Чемпіон (2): 1994, 1995

- Кубок України
  -  Володар (1): 1994
  -  Фіналіст (1): 1995

«Житлобуд-1»
- Вища ліга чемпіонату України
  -  Чемпіон (4): 2003, 2004, 2006, 2008
  -  Срібний призер (2): 2005, 2007

- Кубок України
  -  Володар (5): 2003, 2004, 2006, 2007, 2008
  -  Фіналіст (2): 2002, 2005